# N★Yバード
『N★Yバード』（ニューヨーク・バード）は、槇村さとるによる日本の漫画。『別冊マーガレット』（集英社）にて、1982年11月号から1983年10月号まで連載された。単行本は全3巻（集英社マーガレットコミックス）。文庫版は全2巻（集英社文庫）。
『ダンシング・ゼネレーション』の続編的な作品であるが、作品として独立しているため、本項目は原則としてN★Yバードで記載されている事項に限定している。

## あらすじ
1年間の留学を終えて、パリからニューヨークに戻った愛子。帰国早々、若手全員出演の舞台において、「舞踏教師(dance master)」の「おちこぼれ」役で再度ニューヨーク・ダンシング・カンパニー（以下、NYDC）の舞台に立つ。しかし、神崎の元で神崎の殻を破れず悩む愛子は、慎を探しに出てしまったことで舞台を無断で欠席してしまう。そのため、NYDCから解雇された。その後、オーディションなどを経て、有名な演出家であるJBの元で勉強し、JBの舞台に立つこととなった。しかし、その相手は神崎であった。
神崎との愛が愛なのか師弟愛なのか、また、慎との愛とどちらを選ぶのか悩む愛子。その初日の舞台で起きたハプニングで愛子は自分の真の心の内を見つけることとなる。

## 登場人物

### 主要人物
萩原愛子（はぎわら あいこ）
オペラ座への1年間の留学を終えてニューヨークに戻って早々、若手全員出演の舞台「舞踏教師(dance master)」の「おちこぼれ」役でNYDCの舞台に立つ。この役は当初は慎がするはずであったが、慎は舞台を酷評され、愛子たちの前から姿を消していた。その初日の開演直前、主役のマティ・シンクレアが故障したため、代役を差し置いて主役を務める。しかし、雑誌において「愛子は神崎のコピーである」と批評され、また、自分は神崎を好きになっているのではという迷いから、自分というものを見失う。
そんな中、音信不通になっていた慎の姿を見たという情報を入手し、開演前であるにもかかわらず慎を探しにでてしまう。慎には会えず、開演時間の10分前に舞台のことを思い出すが、既述のように自分の存在意義を見失っていた愛子は、無断で舞台を休み、NYDCを除籍になる。その後、舞台のオーディションを多数受けるが、「元NYDC」という名声と、「舞台をすっぽかした」という汚名のため、なかなか合格しない。
しかし、ミュージカル「スケッチ」を鑑賞中に、出演者の慎と再会し、スケッチの欠員オーディションに出るように勧められる。スケッチの欠員としては不合格だったが、JBの私設ダンス研究所「ダンス・ナッツ」のメンバーとして採用される。
その後、JBの新作「ジャグラー」の2枚のキング＆クイーンのペアの1人として出演することとなったが、その相手は神崎であった。神崎から愛の告白を受けるものの、自分の心がわからないと拒否する。
「ジャグラー」の初日、舞台で慎が倒れたのを機に、自分が愛しているのは慎だと気づく。
羽佐間慎（はざま しん）
ホセ・クライン舞踊団での公演で酷評され、当麻と住んでいたアパートから転出する。
その後、「スケッチ」の舞台に立ち愛子と再会する。JBの新作「ジャグラー」では、主役級の「キング＆クイーンのペア２組」の一人としてヴィーとペアを組んで出演することとなった。
神崎のステージを見てダンスを始め、神崎が目標であったが、神崎に追いつけないこと、そして愛子を取られそうなことに悩む。しかし、ジャグラーの初日のダンス中、一人の自立したダンサーとして覚醒する。
神崎崇史（かんざき たかし）
NYDCのリーダーであったが、踊りを辞めてしまった。その原因は、度重なる公演の失敗やそれに関わる負債や人間関係の問題もあったが、最大の原因は、愛子が自分の元から去ったことであった。JBからの電話で愛子と踊れると聞き、再びトレーニングを開始し、「ジャグラー」では主役級のダンサーとして復活する。
ある雨の日、愛子に告白をするが、自分の心がわからないと拒絶される。「ジャグラー」の初日の舞台中に、愛子の目には自分は入っていないことを悟り、従前の師弟関係に戻ることとした。

### NYDCのメンバー
当麻一十三（とうま ひとみ）
愛子や慎の友人でダンサー。NYDC所属。

エノリア・マクガイヤー
ダンサーでもあり、神崎の配偶者。しかし、神崎とは別居中で離婚も視野に入れている。
ミシェール・ラーセン
NYDCに所属するダンサー。神崎失脚後、新たにリーダーとなったウィリアム氏を追い出し、NYDCの実質的なトップとなる。
バーバラ・スペンサー
前作にも登場した、愛子と同期のNYDC団員の黒人女性。
マティ・シンクレア
前作にも登場した、愛子の後輩のNYDC団員の白人女性。

### 『N★Yバード』より登場する人物
ジェフ・ブランディ(Jeff Brandi)
愛称：JB。著名な演出家。30年ほど前はブロードウェイではトップクラスのダンサーであった。最終話でヴィーに結婚を申し込む。作者の別の読み切り作品『フット・ステップ!』にも登場。
ヴィルヴァ・マッキンレイ
愛称：ヴィー。「サイコ」に主演しており、主演女優賞あらしとかジンジャー・ロジャースの再来と言われている。父親は演出家のバリーで母親は大女優のウィラ。「ダンス・ナッツ」の頭。『フット・ステップ!』にも登場。
サラ・マーロウ
NYDCのエレメンタリーコース受講生。NYバードでは愛子のルームメイト。一流の歌手で、すでにデビューが決まっているが、それに焦ることなく、メンバーやスタッフを集めている。最終回ではミシェールとつきあっているという記載がある。番外篇『セブンスアベニュー・ラブ』にも登場。
本郷亨（ほんごう とおる）
通称GO。サラのバンドのベーシスト。左利き。禿頭。サラがN・Yに来て初めて知り合った日本人。「いつかはN・Yを振り向かせて見せる」が口癖。『ダイヤモンド・パラダイス』収録の『セブンスアベニュー・ラブ』は、彼を主役にした番外篇である。
ティム（ティモシー）
サラのバンドのギターリスト。『セブンスアベニュー・ラブ』にも登場。
レイ
マーティン
サラのバンドのメンバー。
ブルー・アイ
ブロードウェイでは知られた作曲家。「スケッチ」の曲も担当している。サラが歌っている店でピアノの伴奏もしている。
トミー・ハスティン
作家兼ミュージカル・プロデューサー。本で得た収入をミュージカルに注ぎ込んでいる。子供から老人まで鑑賞に堪えうるミュージカルを作るのが夢。
キム
主役のマティ・シンクレアの故障の際の『舞踊教師』主役代役だったが、神崎の一存で愛子に役を奪われ、「あんただって神崎にあやつられているサルの一匹じゃない!!」と愛子を罵倒する。愛子が無断で舞台を休んだ際に、再度神崎から代役を頼まれるが、神崎への怨みから拒絶し、NYDCを退団する。
H・フィッシャー
ジャーナリスト。愛子復帰の舞台「舞踊教師」の中傷記事を記し、愛子に神崎との距離を考えさせるきっかけを作った。愛子が穴を空けた舞台を酷評する。その後、J・Bの『ジャグラー』を絶賛する。

### その他の登場人物
ロベルト・バレル
前作にも登場したダンサー。「スケッチ」にも登場し、「ジャグラー」ではジャグラー役を務めた。
愛子の父
前作にも登場。前作では営業企画部の部長だった。サラからの情報で愛子のウェイトレスのアルバイト先に不意に現れる。NYDCから除籍された愛子からの借金の申し出を受けつつ、一方で愛子の母よりの東京行きの航空券を渡す。その後、「ジャグラー」初日までに、幼少時の愛子とダンサーとしての愛子が一致しないと言いつつも、秋篠寺に一家で娘の公演の成功を祈ってきたという、励ましの手紙を送っている。

## 組織・団体
ニューヨーク・ダンシング・カンパニー
一流のダンスチーム。一時期は下部組織としてダンス・エキサイティングというチームがあった。神崎がリーダーであったが、愛子の退団と前後して、度重なる公演の失敗とスター不在のため、神崎は失脚して新しいリーダーとしてC.ウィリアムス氏を迎える。また、スター不足のため、ダンス・エキサイティングを吸収した。
ダンス・ナッツ
JBの私設ダンス研究所。JBのブレーンでもあり、「JBのダンス」を作っていくダンサーの集団。メンバーとしてヴィー、慎、ロベルト・バレルほか、合計14人以上在籍している。

## 演目
スケッチ
トニー賞受賞。多数のダンサーが登場する。
ジャグラー
誰もが踊れるような舞台ではなく、「このダンサーにしか踊れない」ような舞台を目指して作成された。メインキャストは、「２枚のキング」「２枚のクイーン」「ジャグラー」。

## 解説
- 少女漫画の閉塞感を打ち破ろうとして、作者がチャレンジという意識を持って描いた作品であったが、自分の性が作品に滲み出ることを自覚し、作品のテーマが当時の自分の力では及ばないことを知った作品だった、と作者自身が述懐している[1]。

- この作品のころから、作者の嗜好と『別冊マーガレット』の読者の求めるものとの食い違いを感じ始めた、ともいう[2]。

## 書誌情報
- 槇村さとる 『N★Yバード』 集英社 〈マーガレットコミックス〉、全3巻
  1. 1983年9月発売 ISBN 4-08-850792-4
  2. 1983年12月発売 ISBN 4-08-850816-5
  3. 1984年1月発売 ISBN 4-08-850826-2
- 槇村さとる 『N★Yバード』 集英社 〈集英社文庫〉、全2巻
  1. 1997年12月17日 初版発行 ISBN 4-08-617246-1
  2. 1997年12月17日 初版発行 ISBN 4-08-617247-X